# Acronicta similis
Acronicta similis är en fjärilsart som beskrevs av Adrian Hardy Haworth 1809. Acronicta similis ingår i släktet Acronicta och familjen nattflyn. Inga underarter finns listade i Catalogue of Life.